# Asarkina macropyga
Asarkina macropyga är en tvåvingeart som beskrevs av Keiser 1971. Asarkina macropyga ingår i släktet Asarkina och familjen blomflugor.
Artens utbredningsområde är Madagaskar. Inga underarter finns listade i Catalogue of Life.